# Ellen Marlow
Ellen Taylor Marlow (Dallas, 22 de fevereiro de 1994) é uma atriz e modelo estadunidense. Atualmente, mora na cidade de Los Angeles, Califórnia. 

## Biografia
Aos 18 anos, Ellen desloca-se contínuamente para Burbank, Califórnia, onde continua a desenvolver a sua carreira no cinema, televisão, teatro e música.
Recentemente, apareceu em um episódio de Cory na Casa Branca sobre a Disney. Gosta de passar o tempo com seu irmão e visitar os parentes. Em 2008 estrelou em Garotas S.A, no elenco principal.

## Filmografia
| Ano  | Título         | Papel        |
| ---- | -------------- | ------------ |
| 2008 | The Clique     | Claire Lyons |
| 2007 | Quid Pro Quo   | figurante    |
| 2009 | What We Became | Ellie        |